# Играчът Боб
„Играчът Боб“ (на френски: Bob le flambeur) е френски криминален филм от 1956 година на режисьора Жан-Пиер Мелвил по негов собствен сценарий. Главните роли се изпълняват от Роже Дюшен, Даниел Коши, Изабел Коре, Ги Дькомбл, Андре Гаре.

## Сюжет
В центъра на сюжета са група опитни престъпници, които се планират сложен обир на казино – те са почти заловени на местопрестъплението от полицията, но пристрастения към хазарта ръководител на групата се увлича в игри, проваля плана и обир не е извършен.

## В ролите
| Изпълнител  | Роля           |
| ----------- | -------------- |
| Роже Дюшен  | Боб Монтан     |
| Изабел Кори | Анна           |
| Даниел Коши | Паоло          |
| Ги Декомбл  | Комиссар Ледрю |
| Андре Гаре  | Роже           |
| Жерар Бюр   | Марк           |
| Клод Сервал | Жан, крупие    |